# ميكيل بوخ
ميكيل بوخ (بالإسبانية: Miquel Buch)‏ هو سياسي إسباني، ولد في 3 أغسطس 1975 في إسبانيا. حزبياً، نشط في حزب التقارب الديمقراطي في كتالونيا (1996 – 2016) وCatalan European Democratic Party ‏ (2016 – ).

## مناصب
- انتخب Minister of Home Affairs  [لغات أخرى]‏ (29 مايو 2018 – ).
- انتخب نائب العمدة بريميا دي مار (2003 – ).
- انتخب president of the Catalan Association of Municipalities and Regions  [لغات أخرى]‏ (2011 – 2018).
- انتخب Barcelona provincial deputy  [لغات أخرى]‏.
- انتخب عمدة بريميا دي مار (1 فبراير 2007 – 2017).
- انتخب عضو مجلس محلي [الإنجليزية]‏ بريميا دي مار.

## وصلات خارجية
- ميكيل بوخ على موقع IMDb (الإنجليزية)

- الموقع الرسمي